# Sant Joan del Pas
Sant Joan del Pas és un poble del municipi d'Ulldecona. La població actual és de 184 h. (INE 2006), bona part dels quals (contretament 98 respecte a 86) són disseminats. És a tocar del riu de la Sénia, entre el cap de municipi (Ulldecona) i la Sénia, entre els quilòmetres 4 i 5 de la carretera TV-3319.

## Història
D'altres topònims utilitzats són simplement el Pas o el Molí del Pas, aquest darrer relacionat amb la presència d'un molí antic de l'ordre de l'Hospital.
El seu poblament sembla estar relacionat amb la seua posició estratègica en relació al riu. Està documentat ja al segle xiv i pot identificar-se amb els Hostalets, antiga posta de camí. Per Sant Joan del Pas hi transcorria l'antiga via Augusta i, abans, la via preromana de Via Heràclia. En realitat, el riu es pot travessar fàcilment per dos llocs que coincideixen amb els dos subnuclis que formen el barri: la Raval i els Rajolars.
Hi ha l'església de Sant Joan Baptista (refeta el XVIII i restaurada el XX). El poble disposa d'un consultori mèdic, centre cívic, zona esportiva i cementeri. Disposa dels serveis d'aigua, clavegueram i parada d'autobús.
A les festes majors, cada any a finals de juny al voltant del dia de Sant Joan, se celebren campionats de guinyot.